# Aiguaviva (Guixers)
Aiguaviva és una masia situada al municipi de Guixers, a la comarca catalana del Solsonès.